# César Fonte
Pour les articles homonymes, voir Fonte.
César Fonte né le 10 décembre 1986 à Viana do Castelo, est un coureur cycliste portugais. Il évolue au niveau professionnel depuis 2010.

## Biographie
Il est contrôlé positif au bétaméthasone lors d'une course du calendrier national portugais le 3 juin 2018.

## Palmarès et résultats

### Palmarès par année
- 2007
  - 2e étape du Tour de Madère
  - 2e du Tour du Portugal de l'Avenir
  - 3e du Troféu Município de Valongo
- 2009
  - 2e du Tour de Navarre
- 2010
  - 3e du Circuito de Alenquer
- 2011
  - 2e étape du Grand Prix Abimota
  - Circuito de São Bernardo
  - Circuit de Malveira
  - Circuit de Nafarros
  - 2e étape du Tour de Tenerife
  - 2e du Grand Prix Abimota
  - 2e du Tour de Tenerife
- 2012
  - 3e étape du Tour du Portugal
  - 3e du Circuit de Nafarros
- 2013
  - 4e étape du Tour des Terres de Santa Maria da Feira
  - Grande Premio Jornal de Notícias :
    - Classement général
    - 2e étape
- 2014
  - Coupe du Portugal
  - Tour de la Municipalité de Tavira
  - Troféu Concelhio Oliveira Azemeis
  - Mémorial Bruno Neves
  - 2e étape du Prémio Albergaria
- 2015
  - Mémorial Bruno Neves
  - 2e de la Classique de Loulé
  - 2e du Prémio Albergaria
  - 2e de la Coupe du Portugal
  - 3e du Circuito Ribeiro da Silva
- 2016
  - Grande Prémio Anicolor
- 2017
  - 3e étape du Grand Prix Abimota
  - 2e du Prémio Albergaria
  - 3e du Grand Prix Abimota
  - 3e du Troféu Concelhio Oliveira Azemeis
- 2018
  - 2e étape du Tour de Cova da Beira
  - 7e étape du Grande Premio Jornal de Notícias
  - Jogos Santa Casa
  - 2e du Tour de Cova da Beira
- 2019
  - 1re étape du Grand Prix Abimota (contre-la-montre par équipes)
  - 3e du Grand Prix Abimota
- 2021
  - 2e de la Prova de Abertura
- 2022
  - 4e étape du Grande Prémio Douro Internacional
  - 2e de la Clássica Viana do Castelo
- 2023
  - Troféu Ribeiro da Silva :
    - Classement général
    - 1re étape

  - 1re étape du Grande Premio Jornal de Notícias

### Classements mondiaux
| Année                                 | 2006  | 2007 | 2008 | 2009 | 2010  | 2011 | 2012 | 2013  | 2014 | 2015 | 2016  | 2017  | 2018 | 2019  | 2020 | 2021  | 2022  | 2023  | 2024  |
| ------------------------------------- | ----- | ---- | ---- | ---- | ----- | ---- | ---- | ----- | ---- | ---- | ----- | ----- | ---- | ----- | ---- | ----- | ----- | ----- | ----- |
| Classement mondial                    |       |      |      |      |       |      |      |       |      |      | 1136e | 1802e | 375e | 2114e | nc   | 1319e | 2885e | 3013e | 2959e |
| UCI Europe Tour                       | 1093e | nc   | nc   | nc   | 1172e | nc   | 656e | 1034e | 551e | 306e | 774e  | 1139e | 200e | 1379e | nc   | 949e  | 1732e | nc    | nc    |
|                                       |       |      |      |      |       |      |      |       |      |      |       |       |      |       |      |       |       |       |       |
| Légende : nc = non classéSource : UCI |       |      |      |      |       |      |      |       |      |      |       |       |      |       |      |       |       |       |       |